# Eleutheromeniinae
De Eleutheromeniinae is een onderfamilie van weekdieren uit de orde Cavibelonia.

## Geslachten
- Eleutheromenia Salvini-Plawen, 1967
- Gephyroherpia Salvini-Plawen, 1978
- Luitfriedia Garcia-Álvarez & Urgorri, 2001